# Pantelhó (kommun)
Pantelhó är en kommun i Mexiko.   Den ligger i delstaten Chiapas, i den sydöstra delen av landet, 800 km öster om huvudstaden Mexico City.
Följande samhällen finns i Pantelhó:
- Pantelhó
- El Roblar Chishtontic
- San Joaquín
- Las Limas Chitamucum
- El Porvenir
- Guadalupe Victoria
- Las Limas
- Los Mangos
- San José del Carmen
- La Providencia
- Nueva Linda
- San Fernando
- San Caralampio
- San José Buenavista Tercero
- Nueva Reforma
- Guadalupe la Lámina
- El Roblar
- La Isla
- San Carlos Corralito
- San Francisco el Triunfo
- San José Bochtic
- Nueva Jerusalén
- Encanto Chixté
- Nueva Galilea
- Guadalupe Tepeyac
- Paraíso Sepeltón
- Nueva Santa Cruz Yaxté
- La Victoria
- San Martín Caballero
- San Luis Usig
- San Rafael
- Emiliano Zapata Segundo
- San Isidro Viejo
- San Francisco de Asís
- San Antonio el Encanto
- Corralito Pedernal